# エコー (たばこ)
エコー（echo）は、日本たばこ産業から製造・販売されている国産たばこ銘柄の一つである。

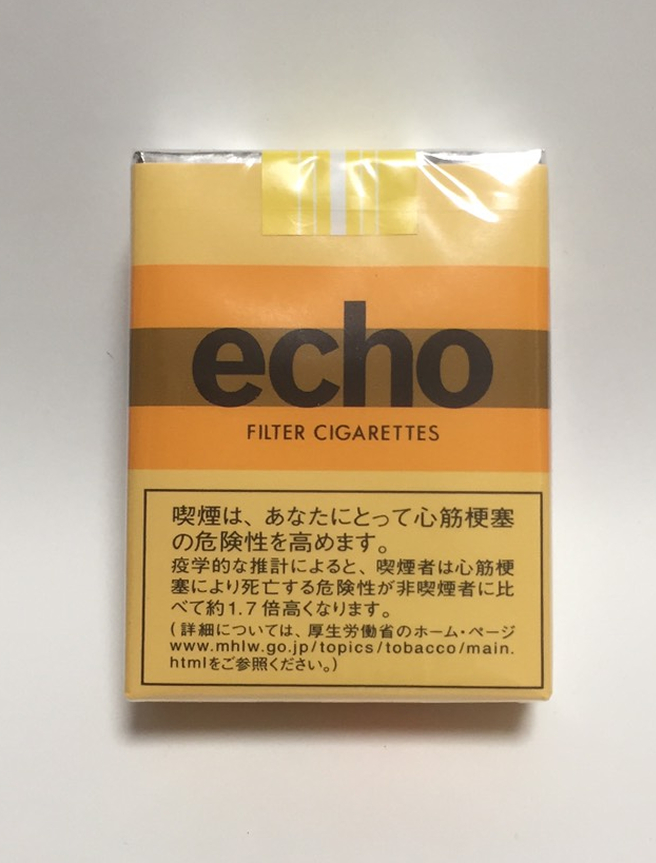
echo

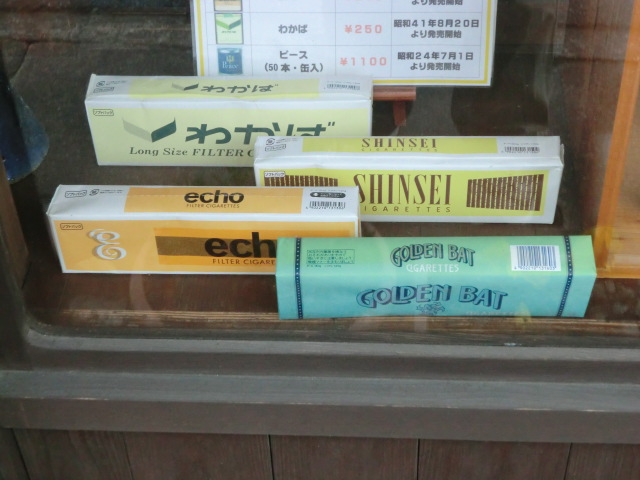
前から2列目がecho

## 概要
オレンジ色に茶色のストライプパッケージとなっている。ソフトパック。旧3級品と呼ばれた製品のひとつで、ゴールデンバットとしんせいが2016年にフィルター付きに切り替わるまで、バイオレット（沖縄県限定）と並んで日本で最も安価なフィルター付き銘柄だった。
その安価さからたばこの増税・値上げが相次ぐ近年、売り上げが伸びており、2010年10月のたばこ税増税以降は顕著である。年度売上ではそれまで上位20銘柄から圏外だったものが2010年度に19位、2011年度には8位（全体シェア1.8%）にまで躍り出ている。「旧3級品」に設けられているたばこ税の軽減措置が2016年4月以降、段階的に縮小・廃止されるために値上げされ、2018年4月1日より一箱350円となった。
2019年10月、「わかば」「ゴールデンバット」と共に紙巻たばこの銘柄としては廃止され、同年9月中旬からリトルシガーの「エコー・シガー」が発売された。
2024年8月より紙巻たばこの「エコー・KS」にリニューアルされた。巻長は従来のレギュラーサイズ（70mm）からキングサイズ（85㎜）に変更となる。